# Bohuslav Tablic
Bohuslav Tablic (Csehberek, 1769. szeptember 6. – Egyházmarót, 1832. január 23.) szlovák költő, evangélikus lelkész.

## Életpályája
Tablic Márton tanító és Makoviny Mária fia volt. Miután Dobsinán és Pozsonyban tanulmányait befejezte, 1790 nyarán a jenai egyetemre iratkozott be; itten három év alatt az angol és francia nyelvet is elsajátította. Innét 1793-ban hazatérve lelkész volt Felsőrakoncán két évig, Assakürtön hét, Szakolcán három, Egyházasmaróton huszonhat évig, s néhány évig a honti egyházmegye esperesi tisztét is viselte. Kiváló érdemeket szerzett a hazai szlovák irodalom művelésével; őt tartották kora legjobb szlovák költőjének és prózaírójának.

## Főbb művei
Munkáinak szlovák címét Petrik Bibliographiájában pontosan adja; ezek közül magyar fordításban:
- Kövy Sándor, A magyar törvény summája. Vácz, 1801 (Ism. N. Annalen der Literatur 1809. I. 195. l.)
- Az emberi munkásság. Uo. 1802 (Spalding után ford. Ism. Uo. 96. sz.)
- Az Istennek legbölcsebb és boldogító útjai. (Kibúcsúzó beszéd Assakürthről). Szakolcza, 1802
- Halotti beszéd Skulteti Ádám felett. Uo. 1803
- Esketési beszéd Wengericzky András és Poloreczky Johanna egybekelésekor. Uo. 1803
- Halotti beszéd Mayer Pálné Brodszky Erzsébet felett. Uo. 1803
- Az ágostai hitvallás. Latinból ford. Vácz, 1808
- Költeményei. Uo. 1807–1812. Négy kötet
- Alkalmi prédikácziók. Uo. 1821

Kiadta újra Pilarik Istvánnak a török rabságról írott művét (Szakolcza, 1804.).